# Koffiebar (evangelisatie)

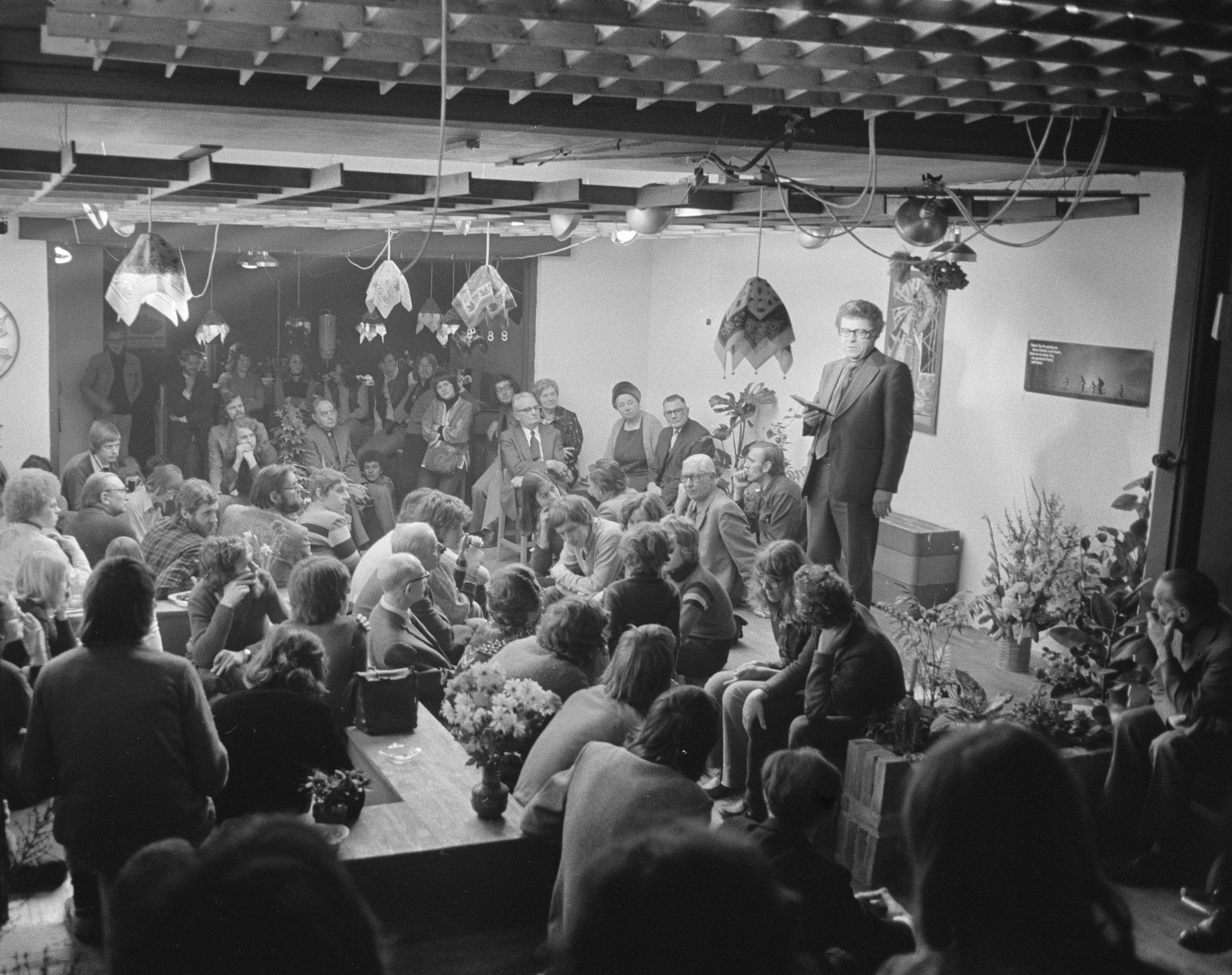
Youth for Christ-directeur George Brucks opent een koffiebar in de Jan Steenstraat in Amsterdam (1975)

De koffiebar is een christelijk concept dat in de jaren zestig vanuit  Youth for Christ ontstond.
Youth for Christ werd in 1941 opgericht door Billy Graham en Charles Templeton. De Nederlandse tak ontstond in 1946. In de eerste jaren kenmerkte het werk van de organisatie zich door grote evangelisatiebijeenkomsten en -rally's. De koffiebar werd in het leven geroepen om te dienen als veilige ontmoetingsplaats voor jongeren die gebruikt werd voor evangelisatie, Bijbelstudies en als (alcoholvrij) alternatief voor uitgaan. Vanaf 1964 schoten de koffiebars, vooral in het westen van het land, als paddenstoelen uit de grond. De koffiebars waren vaak te vinden op onconventionele plekken, bijvoorbeeld in een vervallen pand of een boot, bij voorkeur op een locatie waar veel jongeren bij elkaar kwamen, bijvoorbeeld dicht bij het uitgaanscentrum. Een koffiebar gevestigd in een kerkgebouw was overigens geen uitzonderlijke situatie.
In de hoogtijdagen in de jaren zeventig waren er ongeveer 130 koffiebars. Ook vanuit de gevestigde kerken werden er veel initiatieven ontplooid, ondanks bedenkingen over de moderne muziek en evangelicale invloeden die zo de kerk binnen kwamen. Zo richtte de HGJB in 1973 een eigen commissie op voor de begeleiding van het koffiebarwerk. In 1980 waren er ongeveer 20 koffiebars met een Hervormd-Gereformeerde oriëntatie, in 1989 zo'n 35. Binnen de Gereformeerde Kerken vrijgemaakt waren er ook een aantal initiatieven.
Bij Youth for Christ was het fenomeen aan het einde van de jaren zeventig over haar hoogtepunt heen. Het aantal koffiebars daalde gestaag. In 2016 bestonden er nog enkelen. Anno 2024 is de koffiebar een vrijwel uitgestorven fenomeen. Als verklaring voor de neergang werd de algemeen groeiende terughoudendheid bij jongeren genoemd en het feit dat er een generatie opgroeide die weinig affiniteit met en daardoor geen belangstelling voor het christelijk geloof had.